# Munkácsy Flóra

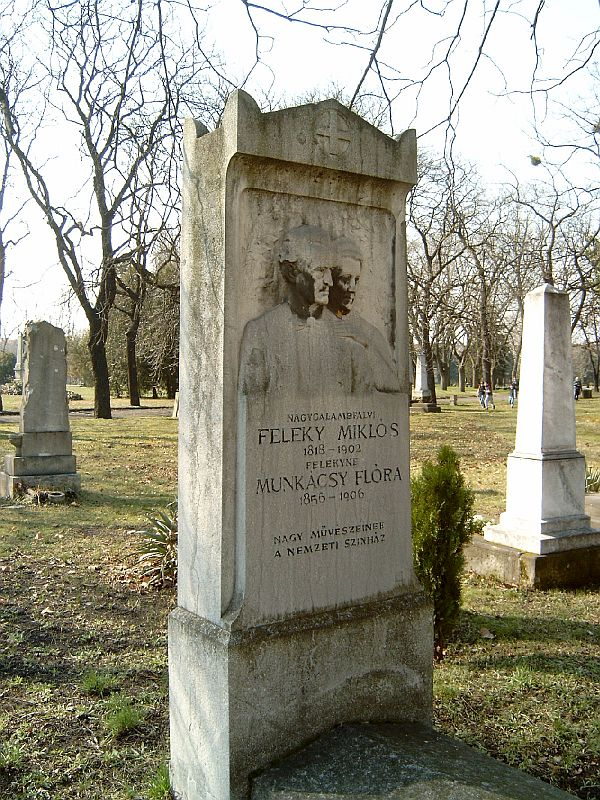
Munkácsy Flóra és férje Feleki Miklós síremléke

Munkácsy Flóra, Feleky Miklósné, névváltozat: Munkácsi, eredeti nevén Gaidler Emília (Baja, 1836. április 29. – Budapest, 1906. október 1.) színésznő, a Nemzeti Színház második nemzedékének tagja.

## Életpályája
Munkácsi (Gaidler) Pál és Mészáros Anna vándorszínészek gyermekeként született. Családja, a wolffeldi Gaidler-család, Németországból költözött be; nagyapja mint osztrák alezredes Munkácson vonult nyugalomba és itt született Pál nevű fia, ki Munkácsy-Gaidler néven jelesebb vidéki színész volt.
Még csak tízéves volt, de már gyermekszerepeket játszott Aradon és Nagyváradon. 13—14 éves korában szép sikerrel játszott szende szerepeket. 1854 őszén a Nemzeti Színházban vendégszerepelt; nagy tetszés fogadta, de a színház egyelőre nem tudta tagjai sorába szerződtetni, csak fellépésenként kapott 8 forintot. Elébb kisebb szerepeket játszott, míg végül Szigligeti Cigányának Rózsi szerepében nagy sikert aratván, nagyobb szerepekhez is jutott.
1855-ben Bécsben tanult, onnan hazatérve a Nemzeti Színházhoz került. 1858-ban feleségül ment Feleky Miklós színészhez. 1882. november 24-én színészi pályájának huszonötéves fordulóját ünnepelte. 1901-ben nyugdíjba vonult, ez alkalomból a király a koronás arany érdemkereszttel tüntette ki. 1902. február 6-án lépett fel utoljára a Várszínházban. 1906. október 1-jén hunyt el Budapesten.
Felekynét mint a legszebb magyar színésznőt emlegetik. Elragadtatással szólnak gyönyörű termetéről, az egész lényén elömlő leányos szendeségről, mélytűzű, ragyogó fekete szeméről, szép, esengő hangjáról és keresetlen egyszerűségéről és természetességéről. Pályája kezdetén énekesszerepeket játszott, egyik legnagyobb sikere volt Rózsa Szigligeti Ede Cigány című színművében. Pályája későbbi folyamán tragikai szerepeket is játszott ugyan (Desdemona, Júlia, Ofélia, Melinda, Stuart Mária), de hiányzott játékából a tragikai erő, a szenvedélyes hév. Ereje inkább az érzelmes, mélyen megindító játékban volt, melyben összhangzatosan érvényesült egész lényének nőies bája igaz bensőségével. Különösen Feuillet drámáinak és a hatása alatt írt daraboknak egyik állandó alakját, a panasz nélkül, némán szenvedő ártatlan asszonyt játszotta kitűnően. Vígjátéki szerepekben is kiválóvá tette keresetlen egyszerűsége; közülük legemlékezetesebb Ilonja (Nőuralom). Idősebb korában a szende szerepkörről az anya-hősnők ábrázolására tért át s ebben is igaz hatással érvényesült bája és gyöngédsége. Diadalait szépségével és kitűnő beszédtechnikájával aratta.

## Főbb szerepei
- Ophélia, Cordelia, Katalin (Shakespeare)
- Miller Lujza (Friedrich Schiller: Ármány és szerelem)
- Sorel Ágnes (Grutsch)
- Donna Diana (Moreto)
- Gauthier Margit (Dumas: Kaméliás hölgy)
- Dolores (Sardou: Haza)
- Martha (Sardou: A Benoiton család)
- Henriette (Barrière: A völgy lilioma)
- Örzse (Abonyi L.: A betyár kendője)
- Desvarennes-né (Ohnet: Serge Panine)
- Rózsi (Szigligeti Ede: A cigány)
- Bernickné (Henrik Ibsen: A társadalom támaszai)
- Margit (Feuillet: Egy szegény ifjú története)
- Hermance (Szerencse gyermeke)
- Adél (Báró és bankár)
- Mártha (Benoiton – család)
- Ayda (IV. László)
- Magda (A társaságból)
- Rutland grófnő (Essex gróf)

## Képgaléria

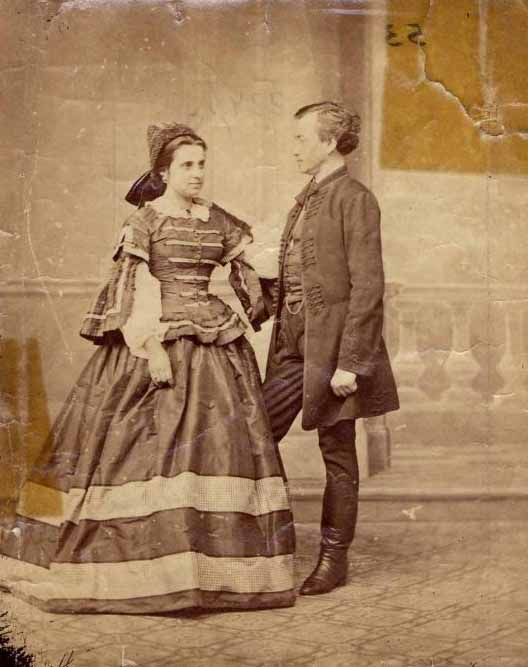
Feleky Miklóssal. Barabás Miklós fotográfiája, 1860-as évek
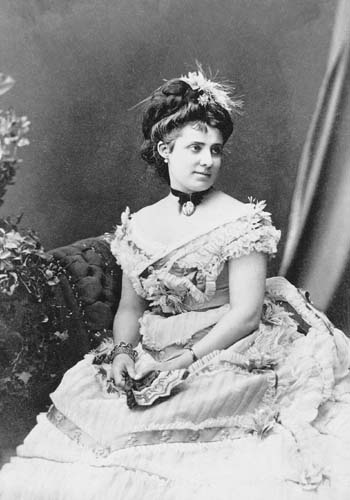
Simonyi Antal fotográfiája, 1860-as évek
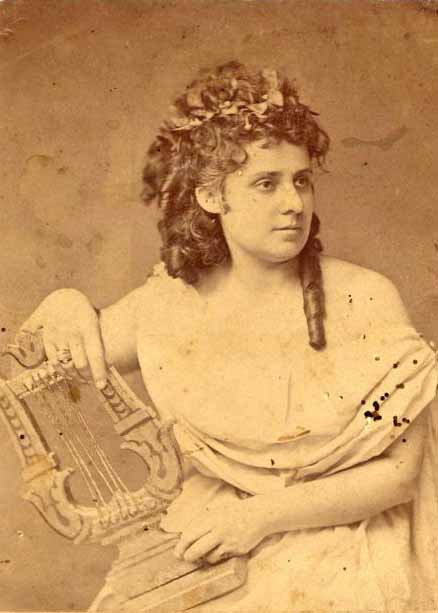
Munkácsy Flóra ismeretlen szerepben az 1870-es évek elején
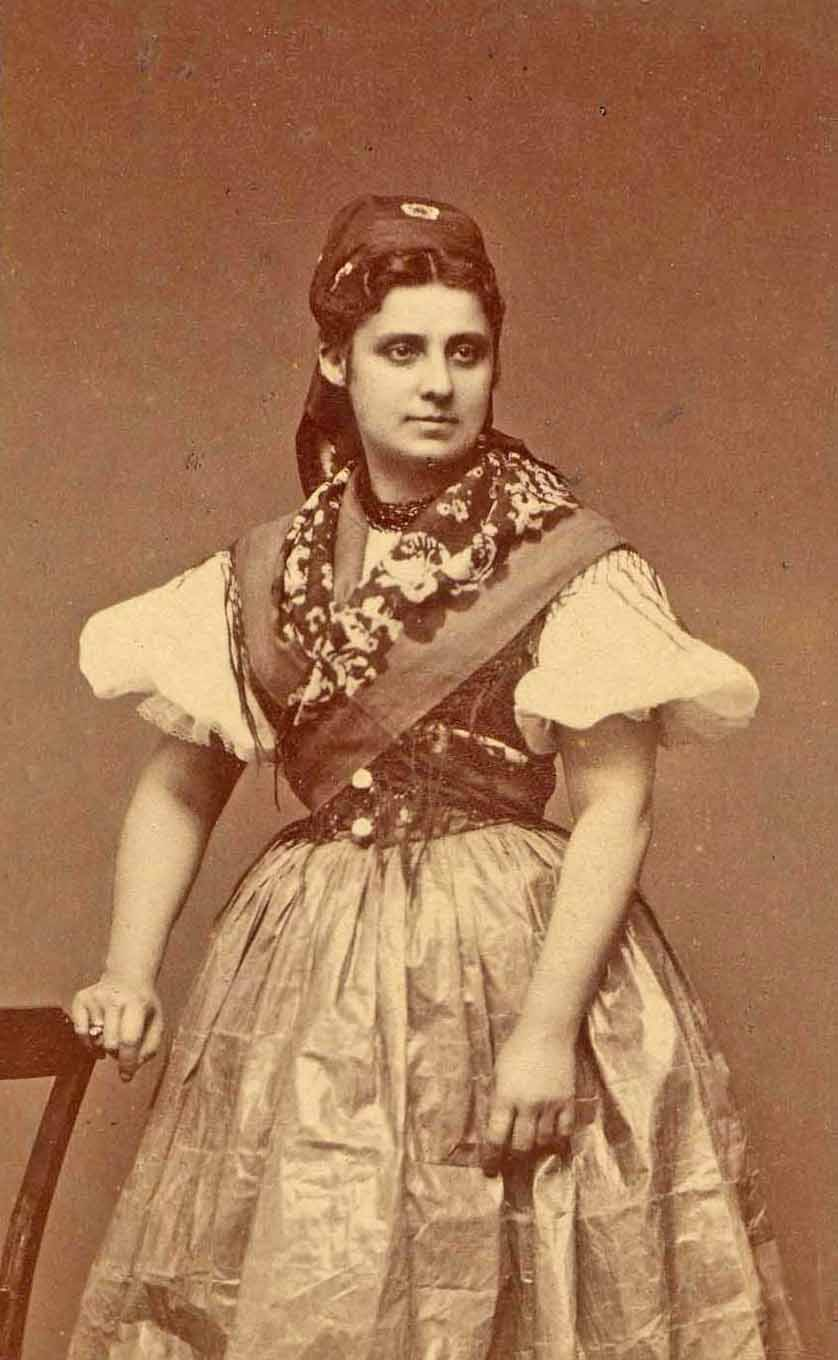
A betyár kendője című darabban, 1873
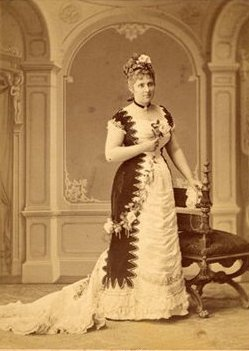
Kozmata Ferenc felvétele, 1878-ban
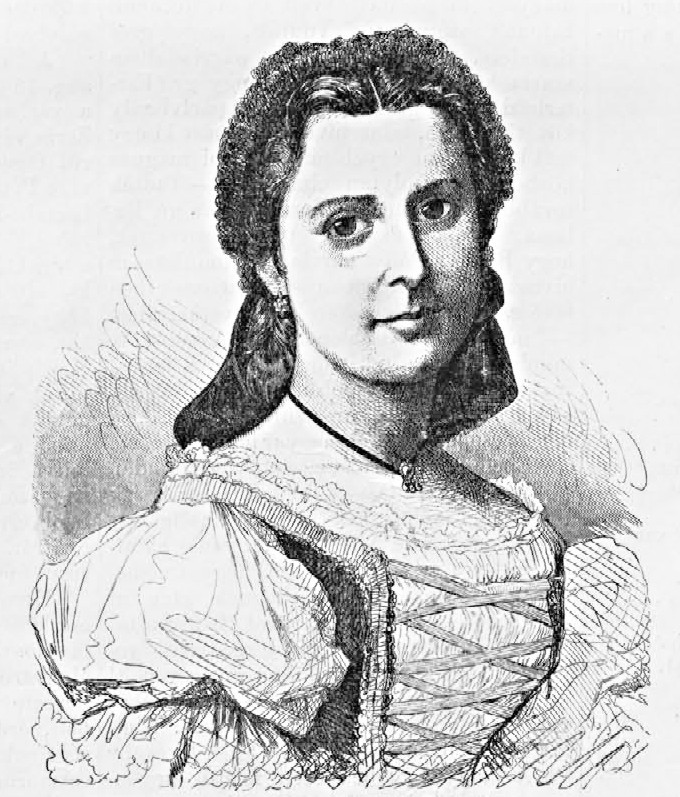
Munkácsy Flóra arcképe a Vasárnapi Ujságban, 1863
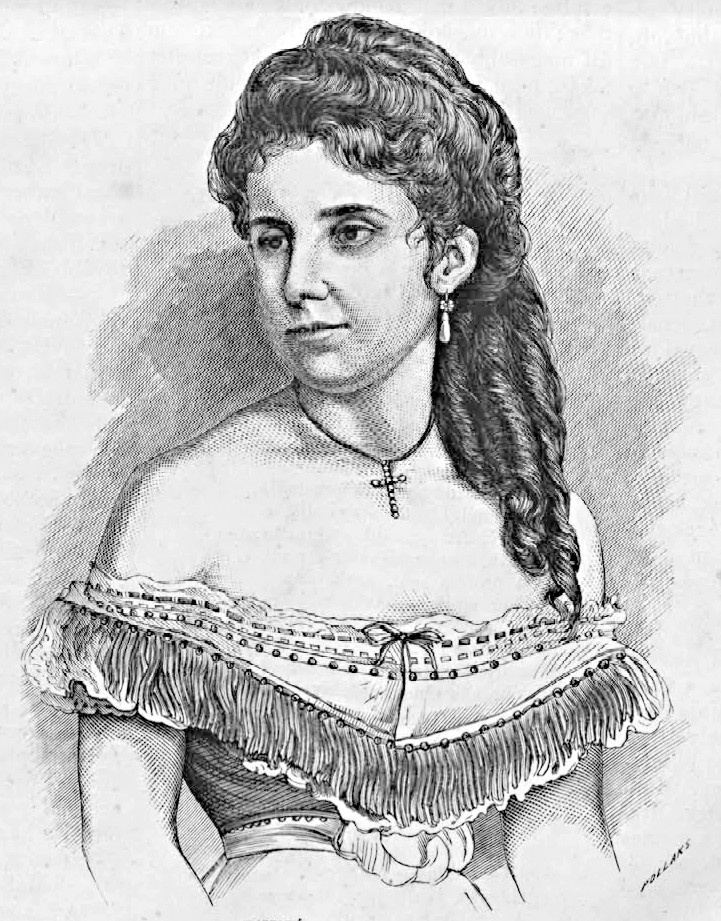
Arcképe Pollák Zsigmond metszeteként, 1870
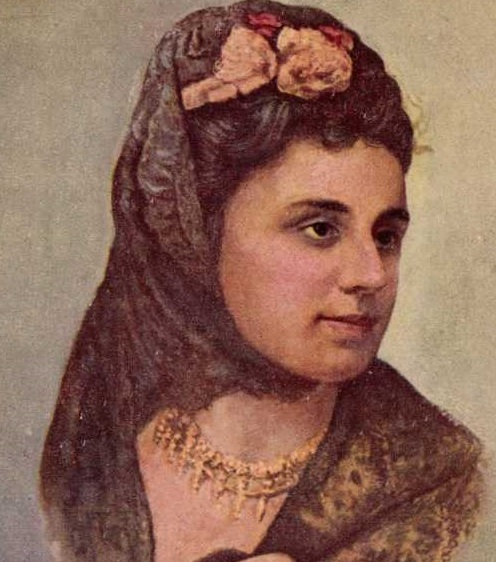
Fotója alapján készült nyomat. 40 éves kora körül
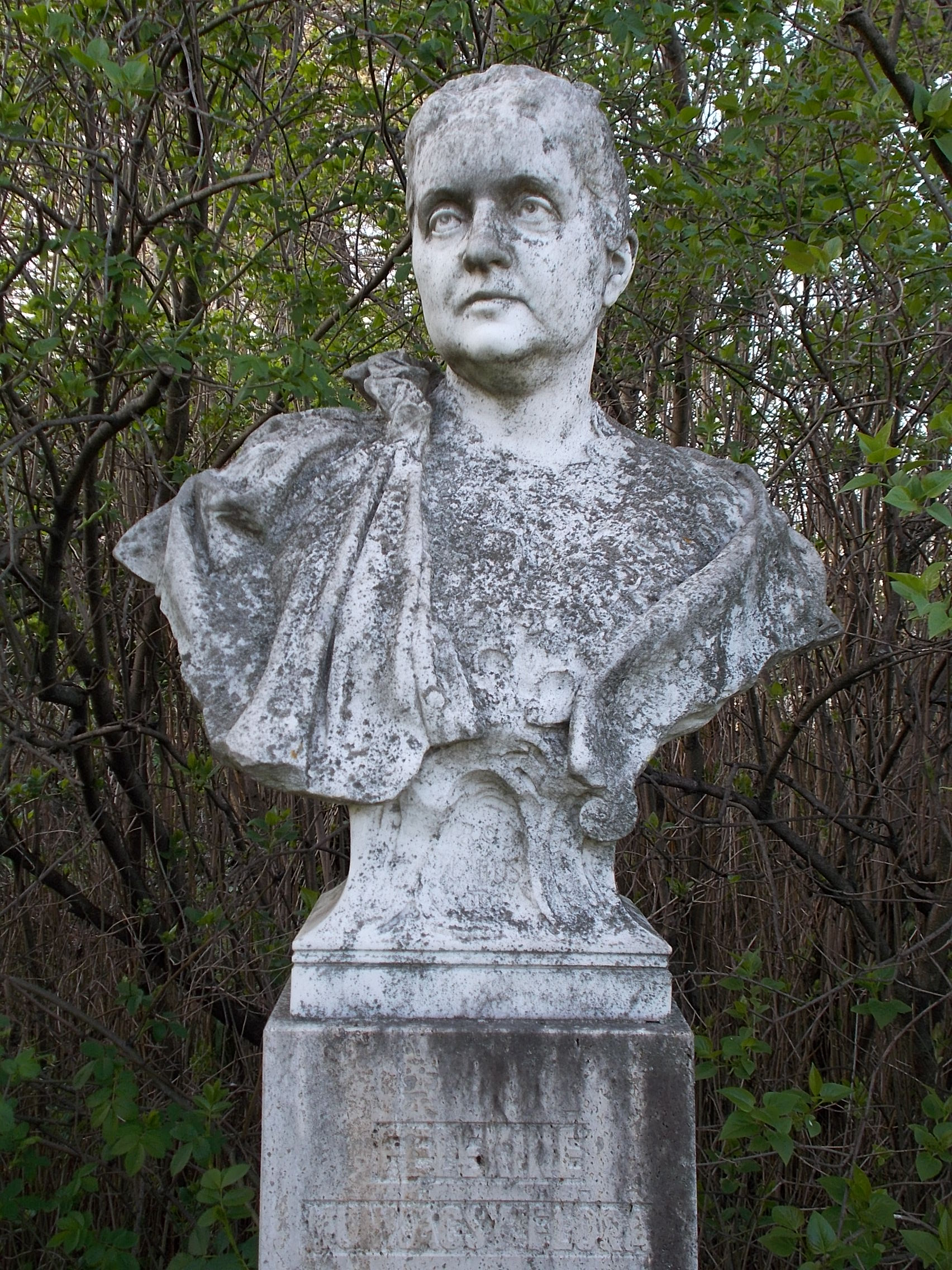
Szobra a Bajor Gizi Múzeumban. Strobl Alajos alkotása